# Ferrexpo
Ferrexpo AG — група компаній, основні активи якої — кілька виробників залізної руди в Полтавській області України. Група зареєстрована у Швейцарії, входить до FTSE 250 Index.

## Історія
Підприємство було засноване радянським урядом в 1960 році як Полтавський гірничо-збагачувальний комбінат в Горішніх Плавнях. 1977 р. він почав виробляти  котуни. Комбінат було приватизовано 2001 року урядом України. Як приватний бізнес компанія вперше з'явилася на Лондонській фондовій біржі в 2007 році У 2011 році компанія оголосила, що вона розглядає розширення за межі України.
У вересні 2013 р. «Ferrexpo» придбала за $80 мільйонів 14,4 % акцій бразильської гірничодобувної компанії «Ferrous Resources»  на реалізацію своїх прагнень вийти за межі Східної Європи.
У 2017 р. Ferrexpo інвестувала в Єристівський ГЗК $20 млн, а в розробку і розвиток Біланівського, Галещинського і «північних» родовищ – $4,4 млн.
У 2017 р. Ferrexpo відновила програму розширення потужностей з виробництва концентрату з метою наростити виробництво окатишів на 1,5 млн т. Програму планувалося завершити до 2020 р. Необхідні інвестиції – $65 млн.
За даними ДП «Укрпромзовнішекспертиза», за січень-липень 2018 року група Ferrexpo експортувала 6,711 млн тонн залізорудних котунів.[значущість факту?]
У 2018 році річні збори акціонерів Ferrexpo plc затвердили рекордно великий розмір дивідендів[ненейтрально] – $0,231 на акцію.
На початку 2019 року аудитори Deloitte почали розслідування щодо перерахування компанією $110 млн на користь української благодійної організації «Квітучий край» (англ. Blooming Land) у 2013—2018 роках. Ferrexpo підтвердила перерахування коштів та можливу незаконність операції, однак повідомила, що Констянтин Жеваго (який на той час був фактичним керівником компанії та власником частки у 51 %) ніяк не пов'язаний із благодійною організацією і  перерахувати кошти сам собі. Повідомлення про розслідування призвело зменшення вартості акцій компанії на третину.
У 2019 році Ferrexpo планувала інвестувати у розширення виробництва від 220 до 300 млн доларів, зокрема, близько $35 млн — у програму розширення концентратора 1 («CEP1»). У фінансовому звіті групи за 2018 рік передбачалося, що це дозволить збільшити виробництво окатишів 2021 р. на 13 % (до 12 млн тонн на рік).
2019 року Ferrexpo AG сконцентрувала 100 % акцій Полтавського ГЗК шляхом викупу акцій у міноритарних акціонерів із застосуванням процедури «примусового викупу» (англ. squeeze out). До того Ferrexpo володіла 99,1 % акцій Полтавського ГЗК.
У другій половині вересні 2019 року акції компанії знову значно впали. Аналітики назвали декілька причин: загальносвітова ситуація на гірничому та металургійному ринках; подання в Україні законопроєкту про збільшення плати за надра (№ 1210); та виклик Констянтина Жеваго на допит до Державного бюро розслідувань у справі про банкрутство банку «Фінанси та кредит».
Наприкінці жовтня 2019 року Жеваго за власною ініціативою тимчасово залишив посаду генерального директора групи, був оголошений у міжнародний розшук.18 [Архівовано 24 липня 2020 у Wayback Machine.]. Обов'язки генерального директора доручено виконувати фіндиректору Крісу Меве (англ. Chris Mawe). Рада директорів вирішила, що тимчасова заміна потрібна в інтересах акціонерів аби Жеваго зосередився на справах в Україні та не впливав на діяльність групи.
У 2020 році Ferrexpo виплатила акціонерам проміжні дивіденди за 2019 рік.[значущість факту?]
Група Ferrexpo купила 400 піввагонів у Крюківського вагонобудівного заводу.
Групі Ferrexpo потрібні 10-12 локомотивів для запуску приватної тяги на власних маршрутах перевезення окатишів в порт «Південний».

## Діяльність
Група продає більшу частину своєї продукції на металургійні заводи Східної Європи.
2017 року Ferrexpo була третім у світі експортером окатишів (частка світового ринку – 8,5 %). Понад 90% продукції — окатиші з вмістом заліза 65%. Весь обсяг продукції експортується.
Ferrexpo не вистачало власних потужностей з виробництва концентрату. Тому частину концентрату для виробництва окатишів доводилося купувати у сторонніх компаній.[значущість факту?]
У 2018 р. вироблено 10,6 млн тонн окатишів. До 2020 року планувалося наростити виробництво до 12 млн тонн на рік, а в довгостроковій перспективі – до 20 млн тонн на рік.

## Обсяги виробництва
| Рік  | Залізна руда, тис. т | Концентрат, тис. т | Окатиші, тис. т |
| ---- | -------------------- | ------------------ | --------------- |
| 2016 | 29335                | 14006              | 11200           |
| 2017 | 27230                | 12807              | 10444           |
| 2018 | 27083                | 12750              | 10607           |

## Фінансові показники

### 2022 рік
У порівнянні з 2021 роком, Ferrexpo зафіксувала наступні показники у 2022 році: виробництво котунів скоротилося на 46% — до 6,053 млн тонн; обсяг продажів зменшився на 46% — 6,183 млн тонн; середня ціна на котуни з 65% вмістом залізної руди склала $139 за тонну, що на 25% менше, ніж у попередньому році. Дохід від основної діяльності зменшився на 50% — до $1,248 млрд, а прибуток до сплати податків (EBITDA) скоротився на 47% — до $765 млн. Капітальні інвестиції скоротилися на 2,2 рази — до $161 млн, а податки та плата за використання надр склала $164 млн. У 2022 році експорт Ferrexpo склав 3% від загального експорту України, тоді як постачання до ЄС зменшилися лише на 23%.

## Організаційна структура
В Україні розташовані підприємства, що безпосередньо видобувають залізну руду та переробляють її на окатиші. За межами України — підприємства, що продають готову продукцію.

### Контрольовані підприємства
- Полтавський гірничо-збагачувальний комбінат
- Єристівський гірничо-збагачувальний комбінат
- Біланівський гірничо-збагачувальний комбінат

## Гуманітарна допомога
2022 року компанія надала понад $19 млн гуманітарної допомоги через власні гуманітарний і благодійний фонди, а також допомогла 3,5 тис. біженців від війни. Крім того, компанія передала Збройним Силам України та Територіальній Обороні понад $5 млн на транспортні засоби, включаючи шість броньованих машин швидкої допомоги, а також шоломи та бронежилети для Полтавської ДСНС на $600 тис. Крім того, було передано 9 автомобілів швидкої допомоги. Майже 650 співробітників Ferrexpo вступили до Збройних Сил України, 20 з них загинули на фронті.